# Aethionema subulatum
Aethionema subulatum är en korsblommig växtart som först beskrevs av Pierre Edmond Boissier och Theodor Heinrich von Heldreich, och fick sitt nu gällande namn av Pierre Edmond Boissier. Aethionema subulatum ingår i släktet Aethionema och familjen korsblommiga växter. Inga underarter finns listade i Catalogue of Life.